# Irakkrieg
Der Irakkrieg oder Dritte Golfkrieg (auch Zweiter Irakkrieg) war eine Militäroperation der USA, Großbritanniens und einer „Koalition der Willigen“ im Irak. Er begann am 20. März 2003 mit einer Shock-and-Awe-Operation und führte zur Eroberung der Hauptstadt Bagdad sowie zum Sturz von Saddam Hussein, einem diktatorisch regierenden Baathisten. Am 1. Mai 2003 erklärte US-Präsident George W. Bush den Krieg für siegreich beendet.
Die US-amerikanische Invasion in den Irak war Teil des sogenannten „War on Terror“, der als Reaktion auf die Terroranschläge am 11. September 2001 in den USA ausgerufen wurde. Die US-Regierung bezichtigte Saddam Hussein der Unterstützung für al-Qaida, die für die Terroranschläge verantwortlich war. Im Oktober 2002 hatte der US-Kongress der US-Regierung die Vollmacht erteilt, militärische Gewalt gegen den Irak anzuwenden. Die US-Regierung Bushs hatte den Sturz Saddam Husseins jedoch bereits ab Januar 2001 erwogen. Sie begründete diesen letztlich als notwendigen Präventivkrieg, um einen angeblich bevorstehenden Angriff des Iraks mit Massenvernichtungsmitteln auf die USA zu verhindern. Die USA und Großbritannien legten dafür die UN-Resolution 1441 als UN-Mandat für ein militärisches Eingreifen aus. Darin hatte der UN-Sicherheitsrat den Irak unter anderem dafür verurteilt, seiner Verpflichtung zur Beseitigung und Kontrolle seiner Massenvernichtungswaffen nicht nachzukommen, Terrorismus zu unterstützen und seine Bevölkerung zu unterdrücken, sowie alle UN-Mitgliedstaaten autorisiert, „alle notwendigen Mittel“ anzuwenden, um die Einhaltung der UN-Resolutionen durchzusetzen. Jedoch erhielten die USA und Großbritannien kein explizites Mandat vom Sicherheitsrat zum militärischen Angriff, nach herrschender Meinung wird der Irakkrieg daher als ein Bruch des Verbots eines Angriffskrieges in der UN-Charta und somit als völkerrechtswidrig bewertet. Die USA und Großbritannien verhinderten mit ihrem Vetorecht jedoch, dass der UN-Sicherheitsrat den Irakkrieg verurteilte. Da im Irak bis auf alte Restbestände keine Massenvernichtungsmittel und keine Beweise akuter Angriffsabsichten gefunden wurden, hat sich die vorgebrachte Begründung des Irakkriegs als falsch erwiesen. Die 9/11-Kommission kam im Jahr 2004 außerdem zu dem Schluss, dass es keine glaubwürdigen Beweise dafür gebe, dass Saddam mit al-Qaida in Verbindung stehe. Diese falschen Kriegsbegründungen stießen auf breite Kritik. Der damalige Generalsekretär der Vereinten Nationen, Kofi Annan verurteilte den Irakkrieg als illegal. Der Chilcot-Bericht, eine britische Untersuchung, kam im Jahr 2016 zu dem Schluss, der Krieg sei unnötig gewesen, da friedliche Alternativen nicht vollständig ausgelotet worden seien.
Mit der Invasion bildete sich ein Irakischer Widerstand. Nach dem erklärten Kriegsende im Jahr 2003 kam es während der Besetzung des Irak von 2003 bis 2011 zu bürgerkriegsähnlichen Zuständen, tausenden Terroranschlägen, Kriegshandlungen und Gewaltkriminalität, sowohl verschiedener irakischer Gruppen gegeneinander als auch gegen die westlichen Besatzungstruppen. Dieser forderte vor allem unter irakischen Zivilisten eine unbekannte Anzahl Todesopfer und Verletzte. Der Sturz von Saddams Regime hatte ein Machtvakuum erschaffen, das zusammen mit dem Missmanagement der Koalitions-Übergangsverwaltung einen konfessionellen Bürgerkrieg zwischen der schiitischen Mehrheit und der sunnitischen Minderheit im Irak anfachte und zu einem langwierigen Aufstand beitrug. Als Reaktion darauf entsandten die USA im Jahr 2007 weitere 170.000 Soldaten, was zur temporären Stabilisierung von Teilen des Landes beitrug. Im Jahr 2008 stimmte Präsident Bush dem Abzug aller US-Kampftruppen zu; ein Prozess, der 2011 unter Präsident Barack Obama abgeschlossen wurde. Auch nach dem Abzug der ausländischen Truppen 2011 kam es zu keiner Befriedung des Landes. Der Krieg im Irak 2013 bis 2017 wird zum Teil als Folge des Irakkriegs beurteilt.

## Vorgeschichte

### Politische Entscheidungen
Von 1979 bis 1990 war Iraks Regent Saddam Hussein ein Verbündeter des Westens und der Sowjetunion. Vor und in seinem Angriffskrieg gegen den Iran (1980–1988) erhielt er von vielen Staaten zahlreiche Rüstungsgüter. Vor allem von US-amerikanischen und westdeutschen Firmen erhielt er unter Verletzung internationaler und nationaler Gesetze Bauteile und Materialien zur Herstellung von Massenvernichtungswaffen. Er benutzte diese Waffen für schwere Kriegsverbrechen wie den Giftgasangriff auf Halabdscha (März 1988). Proteste des Westens dagegen blieben zunächst aus.
Nach Iraks Angriff auf den Nachbarstaat Kuwait (August 1990) vertrieb eine mit UN-Mandat autorisierte Kriegsallianz unter Führung der USA die irakische Armee aus den besetzten Gebieten (Zweiter Golfkrieg 1991), beließ Saddam Hussein aber im Amt. Der UN-Sicherheitsrat verlängerte die 1990 verhängten Wirtschaftssanktionen, um die Zerstörung aller Massenvernichtungswaffen und ballistischen Raketen sowie die Beendigung aller entsprechenden Rüstungsprogramme des Irak unter internationaler Aufsicht durchzusetzen. Zudem verhängten die USA, Großbritannien und Frankreich ohne UN-Mandat zwei Flugverbotszonen im Norden und Süden des Irak. Die Wirtschaftssanktionen trafen das Regime kaum, führten aber laut Berichten der WHO, UNICEF und WFP zum Tod von Millionen Irakern durch Mangelernährung. Auch das 1996 erlaubte Programm Oil-for-food besserte die Lage kaum. Die Inspektoren der UNSCOM und der IAEO zerstörten von Mai 1991 bis Dezember 1998 rund 90 % aller irakischen Massenvernichtungswaffen, der dazu benötigten Materialien und Produktionsanlagen sowie 980 von 1000 Raketen mit Reichweiten über 150 km. Ihr Abschlussbericht bestätigte auch das Ende des irakischen Atomprogramms. Offen blieb nur der Verbleib von 20 Raketen und weitere Grundsubstanzen für biologische und chemische Waffen wurden vermutet.
Zwischen 1996 und 1998 verabschiedete der UN-Sicherheitsrat mehrere Resolutionen, in denen kritisiert wurde, dass der Irak die Waffeninspektionen behindere.
Die Mitglieder der neokonservativen Denkfabrik Project for the New American Century (PNAC) hatten ab 1996 den Sturz Saddam Husseins als Schritt zur Neuordnung des Nahen Ostens gefordert und 1998 in einem Brief an US-Präsident Bill Clinton verlangt, diesen Regimewechsel zum Ziel der US-Außenpolitik zu machen. Der Iraq Liberation Act des US-Kongresses vom Oktober 1998 forderte, diesen Regimewechsel ohne Militärintervention durch Hilfe für eine demokratische Opposition im Irak zu fördern. Clinton unterzeichnete ihn, wollte die Umsetzung jedoch seinem Nachfolger überlassen. Am 31. Oktober 1998 teilte die irakische Regierung mit, jedwede Kooperation mit den Inspektoren der UNSCOM zu beenden, zur Ausreise wurden die Inspektoren jedoch nicht aufgefordert. Vom 16. bis 20. Dezember ließ Clinton mutmaßlich zum Bau von Massenvernichtungswaffen gedachte Anlagen des Irak bombardieren (Operation Desert Fox). Deshalb mussten die Inspektoren ausreisen. Weil deren Ortsdaten für die Luftangriffe benutzt worden waren, verweigerte Saddam Hussein ihnen danach die Wiedereinreise.
Unter US-Präsident George W. Bush erhielten viele PNAC-Mitglieder hohe Regierungsämter. Sie gaben der „Irakfrage“ Vorrang in der US-Außenpolitik und erwogen ab Januar 2001 auch eine Militärinvasion zum Sturz Saddam Husseins. US-Außenminister Colin Powell behielt jedoch die bisherige Eindämmungspolitik bei. Als unmittelbare Reaktion auf die Terroranschläge am 11. September 2001 forderte US-Verteidigungsminister Donald Rumsfeld, Afghanistan und den Irak gleichzeitig anzugreifen, notfalls unilateral und ohne Beweise für deren Angriffsabsichten, um Saddam Hussein zu stürzen. Bush drängte Sicherheitsberater Richard Clarke am Folgetag, ihm Hinweise auf eine Beteiligung des Irak an den Anschlägen vorzulegen, obwohl Clarke betonte, dies sei bereits mehrmals intensiv überprüft und ausgeschlossen worden. Am 18. September 2001 erklärte Bush einen unbegrenzten Krieg gegen den Terror, bei dem die USA keinen Unterschied zwischen Terroristen und sie unterstützenden Staaten machen würden.
Der Irak hatte als einziger UNO-Mitgliedsstaat die Anschläge nicht verurteilt. Seitdem warnten Vertreter der US-Regierung immer öfter vor angeblichen Massenvernichtungsmitteln, Kontakten mit Terroristen und Angriffsabsichten des Irak. Bis spätestens 5. April 2002 entschied sich Bush ohne formellen Kabinettsbeschluss zum Sturz Saddam Husseins, notfalls ohne Großbritanniens Hilfe. Der britische Premierminister Tony Blair und Colin Powell bewogen Bush bis September 2002, zunächst neue UN-Inspektionen und ein UN-Mandat für eine Invasion anzustreben. Im Oktober beschloss der US-Kongress jedoch die von Bush vorgelegte Strategie für Präventivkriege ohne UN-Mandat zum Schutz der nationalen Sicherheit und erlaubte auch die notfalls unilaterale Irakinvasion. Gleichzeitig verstärkten die amerikanische und britische Regierung ihre Kampagne zum irakischen Bedrohungspotential, auch mittels gezielter Falschaussagen.
Nachdem UN-Resolution 1441 im November 2002 dem Irak ein Ultimatum stellte, ließ Saddam Hussein die UN-Inspektoren der neugebildeten UNMOVIC einreisen. Der Irak übergab dem UN-Sicherheitsrat am 8. Dezember 2002 einen detaillierten Rüstungsbericht, dessen Angaben die Inspektoren in den Folgemonaten weitgehend als zutreffend bestätigten. Sie fanden keine Anhaltspunkte für ein neues Atomwaffenprogramm und keine der vermuteten Substanzen für B- und C-Waffen. Sie erhielten jedoch keine Belege über den Verbleib von Altbeständen solcher Waffen, deren Zerstörung der Irak angegeben hatte. Diese offenen Fragen sollten bis März 2003 geklärt werden.

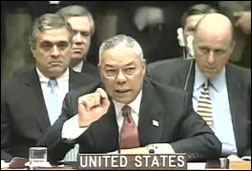
Colin Powell vor dem UN-Sicherheitsrat, 5. Februar 2003

Parallel dazu wurde weltweit über die Rechtmäßigkeit und Notwendigkeit der Invasion diskutiert. Viele mit den USA verbündete Staaten blieben abwartend, forderten Beweise und weitere diplomatische Lösungsversuche. Bevölkerungsmehrheiten der meisten europäischen Staaten lehnten den Irakkrieg ab. Am 5. Februar 2003 führte US-Außenminister Colin Powell bei der entscheidenden Sitzung des UN-Sicherheitsrats angebliche Beweise für biologische und chemische Waffen sowie für Bauteile atomarer Waffen des Irak vor, die sich bis Mitte 2004 alle als falsch herausstellten. Weil Russland, Frankreich, China und das nichtständige Ratsmitglied Deutschland den Irakkrieg ablehnten und die Fortsetzung der Inspektionen befürworteten, schmiedeten die USA und Großbritannien eine „Koalition der Willigen“ für internationale Akzeptanz der Invasion. Sie deuteten die Resolution 1441 als Angriffsmandat und begannen den Krieg ohne UN-Mandat und gegen das Veto einer Mehrheit des UN-Sicherheitsrats.

### Militärische Vorbereitungen
Während der politischen Debatte um die Legitimität der Invasion in den Irak bereiteten die USA und Großbritannien diese militärisch vor. Mitte November 2001 wies Bush das Pentagon an, seine Eventualpläne für eine Irakinvasion zu aktualisieren. Rumsfeld befahl dem United States Central Command unter General Tommy Franks am 27. November 2001, die „Enthauptung“ der irakischen Regierung militärisch vorzubereiten, noch bevor alle Invasionstruppen bereitstünden: Verstärkung werde nachrücken. Im Februar 2002 zogen die USA die meisten Special Operational Forces aus Afghanistan ab und verlegten sie in die Golfregion. Ab Frühjahr 2002 bereiteten sich die dritte US-Armee, das V. Armeekorps und die 101. Luftlandedivision auf die Invasion vor. Ab Mai bombardierte die US-Luftwaffe kriegswichtige Kommandozentralen des Irak in den Flugverbotszonen. Ende Juni 2002 befahl Bush die Verlegung der Invasionstruppen in die Golfregion. Ende 2002 verlegten die USA und Großbritannien Großverbände dorthin. Bis März 2003 standen 200.000 alliierte Soldaten an den Grenzen des Irak. Australische Truppen sollten hinzu kommen. Am 21. Februar 2003 gab Rumsfeld bekannt, dass die Truppenstärke vor Ort nun für einen Angriff auf den Irak ausreiche.
In der Operation Southern Focus verstärkten die Koalitionäre ihre Kontrollflüge über die südliche Flugverbotszone im Irak und nahmen auf ausdrücklichen Befehl hin militärisch relevante Ziele unter massiven Beschuss, vor allem Radaranlagen und Kommandoeinrichtungen. Zur gleichen Zeit drangen amerikanische und britische Spezialeinheiten über die saudi-arabische und die kuwaitische Grenze in den Irak ein und töteten Grenzposten und -patrouillen, sodass die Koalition der Willigen beim offiziellen Beginn der Invasion bereits ein Viertel des Landes kontrollierte. Laut freigegebenen Dokumenten hofften die USA und Großbritannien, den Irak zu einer Reaktion zu provozieren, die ihnen einen Kriegsgrund verschaffen würde. Nach Berichten der Times sollen Soldaten des britischen SAS Tage vor Kriegsbeginn verdeckt bei Umm Kasr und entlang der Grenze zu Kuwait operiert haben.
Dem US-Oberkommando gelang es laut Aussage von Tommy Franks, den Irak über die tatsächlichen Kriegsplanungen zu täuschen. Über einen Agenten des irakischen Nachrichtendienstes Mukhabarat, der in Anlehnung an den Zeitpunkt des Krieges den Decknamen „Aprilscherz“ trug, soll es gelungen sein, Saddam Hussein gefälschte Stabspläne zuzuspielen, sodass dieser 13 Divisionen zur Verteidigung des Nordirak veranschlagte, während die USA den tatsächlichen Schlag fast ausschließlich von Süden her führten.

## Verlauf

Militärischer Verlauf des Irakkriegs. Die Mehrheit der Koalitionstruppen näherte sich von Süden her. Aufgrund der türkischen Verweigerung mussten die USA die zweite Front per Luftlandung im Westen eröffnen.

### Bombardierungen und Bodenoffensive

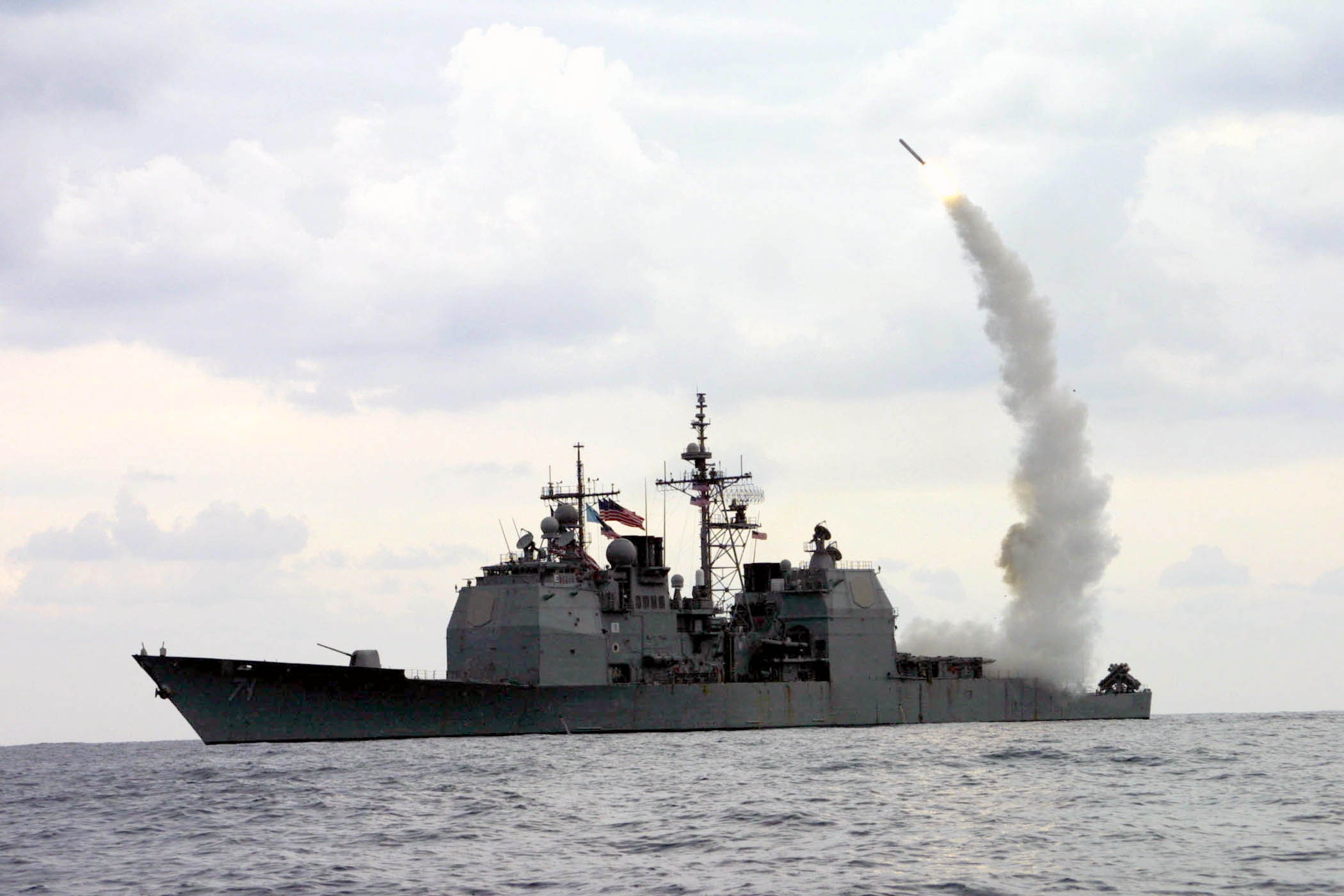
Von einem US-Kreuzer im Mittelmeer wird ein Marschflugkörper auf irakische Stellungen abgefeuert

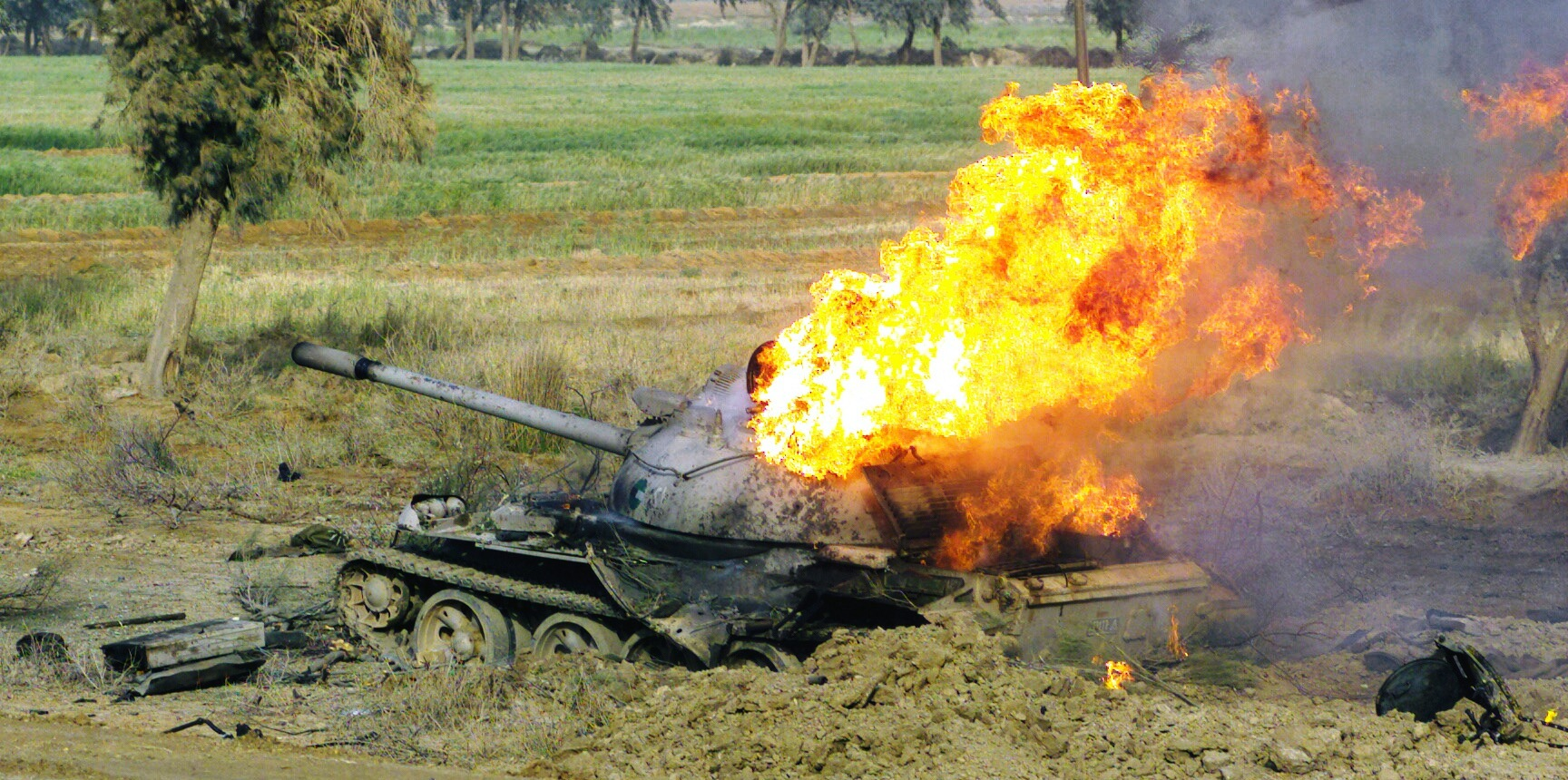
Brennender irakischer T-55 bei An Nu’maniyah

Am 17. März 2003 stellte US-Präsident Bush Saddam Hussein ein Ultimatum, den Irak innerhalb von 48 Stunden zu verlassen, andernfalls würde man den Irak angreifen. Auf Husseins Weigerung hin eröffnete die Kriegskoalition in der Nacht vom 19. zum 20. März den als Operation Iraqi Freedom bezeichneten Krieg mit gezielten Bombardements in Bagdad. Die USA feuerten 40 Marschflugkörper auf das Regierungsviertel in Bagdad und mutmaßliche Aufenthaltsorte Saddam Husseins ab. Diese sogenannte Shock-and-Awe-Kampagne (Schrecken und Furcht) sollte die irakische Kommunikationsinfrastruktur zerstören und die irakischen Truppen demoralisieren.
Der Einmarsch von westlichen Bodentruppen begann am selben Tag von Kuwait und Jordanien aus. Sie drangen in den ersten beiden Tagen etwa 200 km weit ins Landesinnere ein, am 24. März standen sie schon rund 95 Kilometer vor Bagdad. Dies wurde auch auf die streng zentralistische Kommandostruktur der irakischen Armee zurückgeführt, die sich in einer rigiden Befehlstaktik und einer unnötigen Belastung hoher Offiziere äußerte, die sogar taktische Entscheidungen absegnen mussten. Sie lähmte die irakischen Truppen im Gegensatz zur subsidiären Auftragstaktik und zum modularen Truppenaufbau der US-Armee. Die von den USA geführten Streitkräfte operierten mit rund 300.000 Soldaten. 245.000 von diesen stellten die USA, 45.000 Großbritannien; 2000 Soldaten kamen aus Australien und 200 aus Polen.
Während der folgenden Tage fand der Krieg an fünf Hauptschauplätzen statt:
1. Die britischen Truppen konzentrierten sich im Süden des Iraks auf die Einnahme der Hafenstadt Umm Kasr, die Sicherung der Ölquellen im Süden des Landes und die Einkreisung und anschließende Einnahme der Stadt Basra.
2. Spezialeinheiten der US-Armee übernahmen die Sicherung der H-3- und H-2-Flugplätze im Westen des Iraks.
3. Die 3. US-Infanteriedivision stieß vom Süden aus entlang des Euphrat in Richtung Bagdad vor. Die 1. US-Marineinfanteriedivision rückte entlang des Tigris vor.
4. Im Norden des Iraks wurden offenbar die Stellungen der Iraker an der Grenze zu den autonomen Kurdengebieten massiv aus der Luft unter Beschuss genommen. Dort zogen sich die irakischen Truppen zunehmend zurück. In die freiwerdenden Räume rückten kurdische Truppen nach, die von Spezialeinheiten der Amerikaner und einigen Luftlandetruppen unterstützt wurden: Am 26. März landeten eintausend Fallschirmjäger der 173. US-Luftlandebrigade in den kurdischen Gebieten im Norden, um eine nördliche Front zu eröffnen.[30]
5. Die de facto ab Ende des Zweiten Golfkrieges vorhandene Luftherrschaft der Amerikaner wurde genutzt, um permanente Angriffe auf taktische bzw. strategische Ziele in Städten zu fliegen sowie die Bodentruppen zu unterstützen.

Auf heftigsten Widerstand stießen diejenigen Truppen, die gegen Bagdad vorrückten. Nach etwa zehn Tagen geriet dieser Vormarsch ins Stocken. Dafür waren mehrere Gründe verantwortlich: Zum einen ein sehr heftiger Sandsturm, der Waffensysteme wie zum Beispiel Hubschrauber stark gefährdete, Widerstand irakischer Truppen, die kritische Passagen über den Euphrat zu schützen versuchten, sowie das schnelle anfängliche Vorrücken, das eine lange Nachschublinie relativ ungesichert zurückließ. Die amerikanischen Truppen starteten erste Attacken auf die Republikanische Garde am 30. März. Den Druck auf das irakische Militär will CENTCOM für die Dauer des Sandsturms durch ein verstärktes Bombardement aus der Luft aufrechterhalten haben.
Dann jedoch brach der irakische Widerstand (nicht der der Milizen) schnell zusammen. Basra wurde etwa eine Woche lang von britischen Truppen belagert. Am 7. April rückten die Briten in diese zweitgrößte Stadt des Iraks ein. Es kam nicht zu nennenswertem Widerstand, doch zu Verlusten auf der irakischen Seite. Nach Spekulationen der französischen Zeitung Le Journal de Dimanche und der ägyptischen Zeitung al Usbu wurde ein enger Vertrauter von Saddam Hussein, General Mahere Sufian al-Tikriti, von der CIA mit 25 Millionen US-Dollar bestochen und habe daraufhin die Truppen der Republikanischen Garde zurückgezogen.

### Schlacht um Bagdad

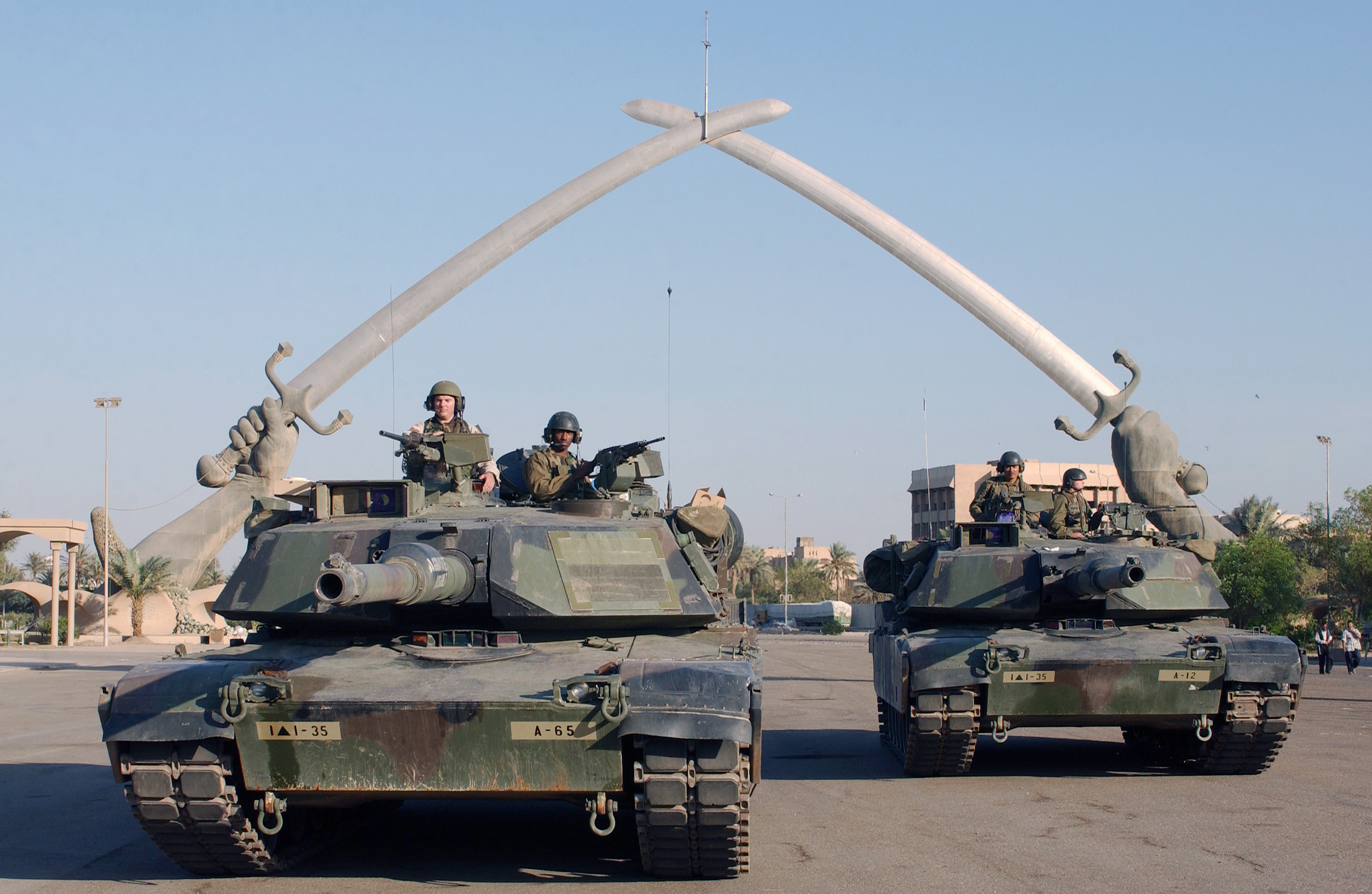
M1A1-Abrams-Kampfpanzer vor dem Triumphbogen Hands of Victory

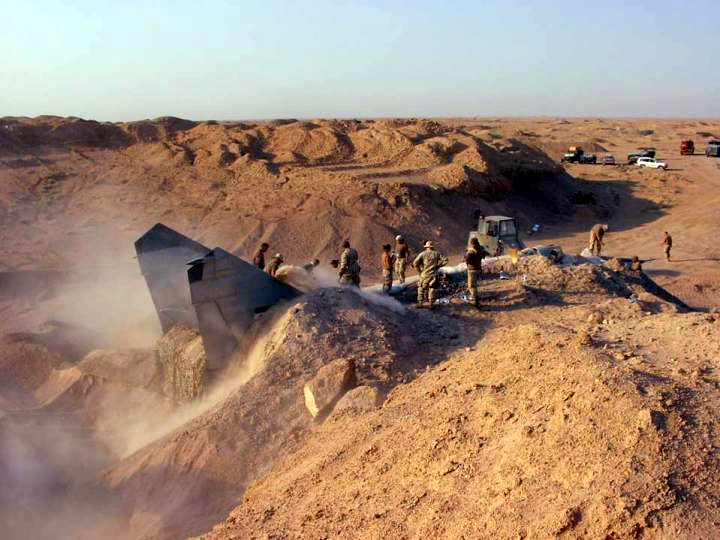
Entdeckung eines eingegrabenen irakischen Kampfflugzeuges vom Typ MiG-25 in al-Taqqadum im August 2003

Die irakische Hauptstadt wurde durch die US-amerikanischen Bodentruppen etwa am 5. April erreicht. Der Flughafen der Stadt wurde am 4. April eingenommen. Am 7. April rückten amerikanische Truppen erstmals ins Stadtzentrum vor. Es fand zwar kein Häuserkampf statt, wie befürchtet worden war, dennoch kam es zu schweren Verlusten auf der irakischen Seite. Die amerikanischen Streitkräfte brachten die Stadt innerhalb der nächsten vier Tage weitgehend unter ihre Kontrolle, dennoch kam es auch weiterhin noch zu geringen Kämpfen. Auch die Stadt Kirkuk fiel am 11. April an kurdische Kämpfer. Später gaben Offizielle der US Army einen Grund für den geringen Widerstand (die Fernstraßen durch die Wüste waren völlig intakt geblieben, es gab keine Minen und so gut wie keinen Widerstand um Bagdad) bekannt: Man habe einige Offiziere schon im Vorfeld der Kampfhandlungen bestochen. Am 14. April wurde der Krieg vom Pentagon für beendet erklärt, da auch die letzte umkämpfte Stadt Tikrit eingenommen werden konnte. Saddam Hussein blieb zu diesem Zeitpunkt unauffindbar.
Während der symmetrischen Kampfhandlungen operierten die Vereinigten Staaten mit mehreren relativ neuen Strategien. Aufgrund ihrer Annahme, dass der gesamte irakische Staat von seiner Schaltstelle Saddam Hussein abhänge, zielten sie mit der Strategie des Enthauptungsschlags auf ihn ab. Der Erfolg dieser Strategie, der sich mangels Treffsicherheit oder unklarer Informationen über Husseins Aufenthaltsort nicht einstellte, sollte zusammen mit der Bekämpfung weiterer nachgeordneter Knotenpunkte der streng hierarchischen Kriegsführung zur psychologischen und faktischen Lähmung der gegnerischen Truppen führen. Die Streitkräfte der USA selbst hatten sich gegen eine etwaige gleichartige Kriegsführung des Gegners neben einer bereits länger forcierten Rüstung mit diversen verteidigungspolitischen Maßnahmen zu schützen versucht. Infolge der Strategiepapiere Joint Vision 2010 und Joint Vision 2020 hatten sie die netzwerkzentrierte Kriegsführung entwickelt, durch die die politische und militärische Führung darauf beschränkt wurde, die Ziele vorzugeben und die nötigen Mittel bereitzustellen, während die Ausführung den taktischen und operativen Chargen vorbehalten bleiben sollte.
Die Streitkräfte des Irak beschränkten sich auf eine überwiegend passive Vorgehensweise mit vielen Defensivbauten wie Gräben und paramilitärischen Anleihen.

### Besatzungszeit und Festnahme Husseins

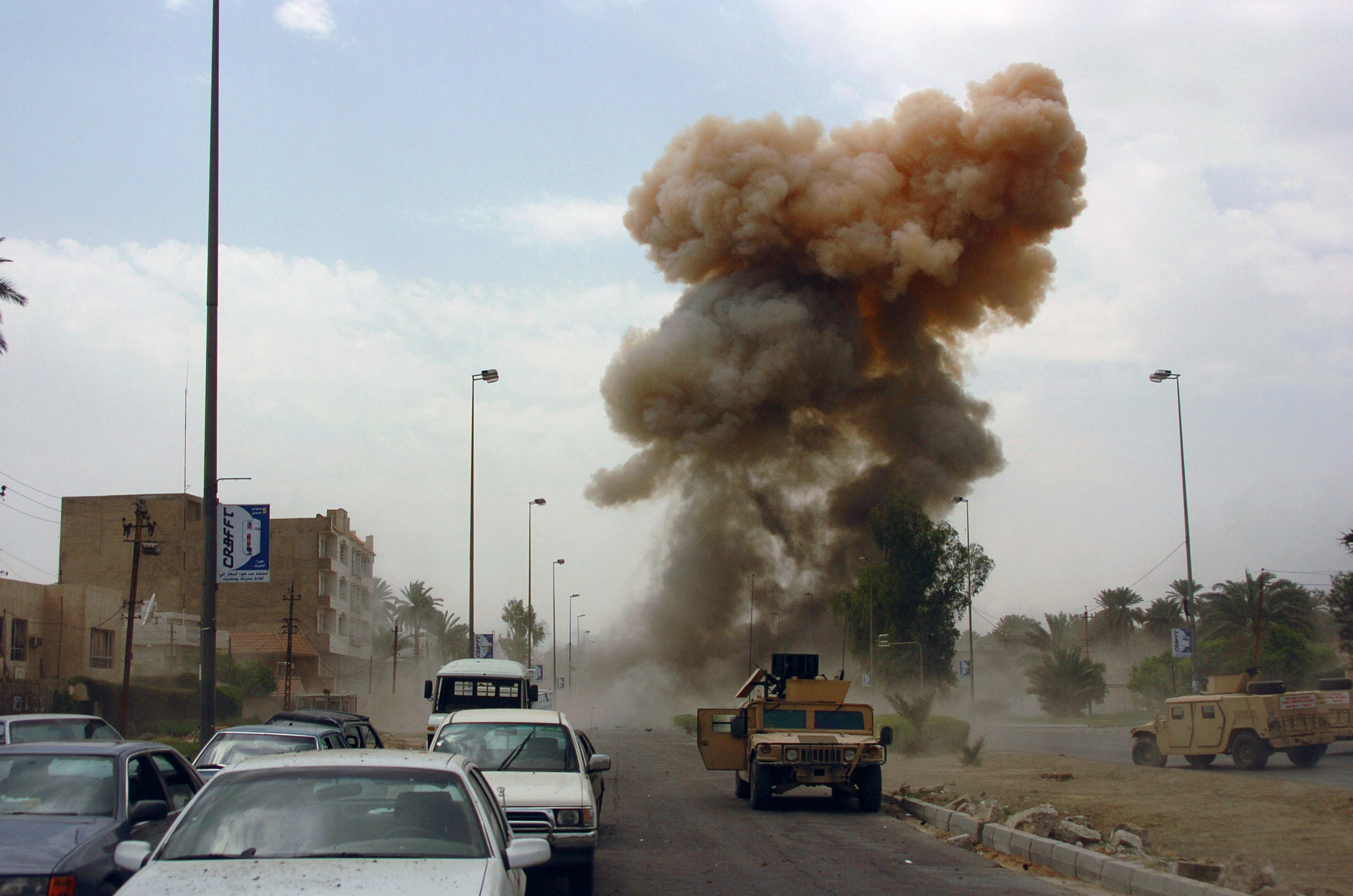
Ein Autobombenanschlag in Süd-Irak

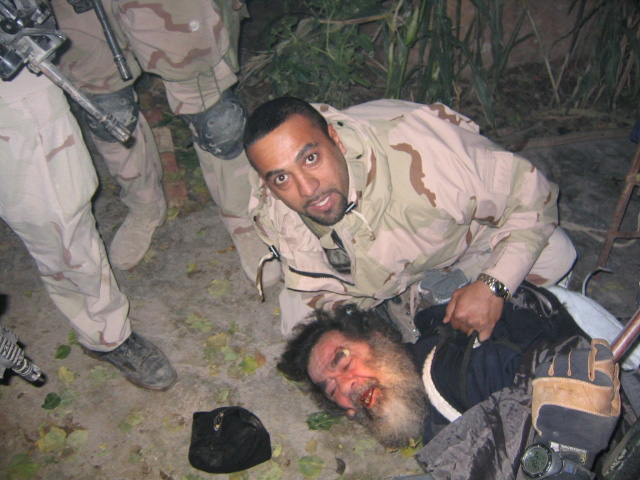
Festnahme Saddam Husseins

Im Anschluss an den Krieg folgte die von 2003 bis 2011 andauernde Besetzung des Irak durch die Koalition der Willigen. Am 22. Mai 2003 verabschiedete der UN-Sicherheitsrat dazu die Resolution 1483, in der die Rolle der UN und der Besatzungsmächte nach dem Krieg geregelt wurde. Zwar wurde die politische Autorität der provisorischen Koalitionsbehörde zur Kenntnis genommen, verbunden mit dem Hinweis, die Regeln des Völkerrechts zu respektieren. Doch obwohl in der Präambel der Resolution eine tragende Rolle für die UN gefordert wurde, stimmten die beiden Vetomächte im Beschlussteil der Resolution nur der Einsetzung eines UN-Sonderbeauftragten zu, der den Wiederaufbau unterstützen sollte.
Am 13. Dezember 2003 wurde Saddam Hussein von US-amerikanischen Besatzungstruppen 15 Kilometer von seiner Heimatstadt Tikrit entfernt festgenommen. Er ergab sich kampflos, wurde später von einem von den Amerikanern eingerichteten irakischen Sondergericht der Interimsregierung wegen Kriegsverbrechen sowie Verbrechen gegen die Menschlichkeit am 5. November 2006 zum Tod verurteilt und am 30. Dezember 2006 gehängt.
In der Folgezeit wurde eine neue demokratische Regierungsform im Irak eingerichtet, die heutige Republik Irak. Am 30. Januar 2005 fanden die ersten freien Wahlen im Irak statt. Am 16. März 2005 hatte die Nationalversammlung ihre erste Sitzung.
Am 29. Juni 2009 zogen die US-amerikanischen Truppen aus Bagdad ab.

## Medien
Weltweit wurde in den Medien sowohl über die offiziell genannten als auch vermuteten Kriegsgründe und den Verlauf des Krieges berichtet. Medienhistorisch wird der Irakkrieg als erster Territorialkrieg mit einer neuen Form der medialen Aufbereitung in Verbindung gebracht, die in dieser Form hier erstmals von den USA praktiziert wurden. Beobachter werteten dies als Lerneffekt aus den Kriegsniederlage in den Siebzigerjahren in Vietnam. Sämtliche Darstellungen – vor allem des Videomaterials des Krieges 1991 – wurden vom amerikanischen Verteidigungsministerium inszeniert oder zensiert. Der Zugang ausländischer Journalisten zum Kriegsgebiet erfolgte gemäß dem Pool-Prinzip: Die Berichterstattung wurde nur ausgewählten Journalisten gestattet, die dann gezielt an einzelne Kriegsorte gebracht wurden. Dort konnten diese dann unter Aufsicht des Militärs arbeiten. Vor der Veröffentlichung mussten die Beiträge einer Sicherheitsprüfung (security review) der US-Streitkräfte unterzogen und vielfach umgeschrieben bzw. umgeschnitten werden.
In einer in der Dimension und Professionalität bis dahin noch nicht da gewesener Weise wurden sogenannte Embedded Journalists eingesetzt. Sie waren bei kämpfenden Truppen der USA und Großbritanniens „eingebunden“ und berichteten aus der subjektiven Sicht „ihrer“ Kriegspartei.
Beim Wording achteten US-Stellen darauf, immer wieder während der Kampfhandlungen von einem „chirurgischen“ und „sauberen“ Krieg zu sprechen. So sollte der Eindruck erweckt werden, die Streitkräfte könnten mit Hilfe ihrer modernsten Waffentechnologie Krieg führen, ohne dabei „Unschuldige“ zu töten. Bei der Berichterstattung stand daher häufig die Militärtechnik der USA und Großbritanniens im Zentrum. Auf den zahlreichen Pressekonferenzen zeigte das amerikanische Militär selbst gefertigte Videoaufnahmen von Raketen, die präzise in Gebäude oder feindliche Militärfahrzeuge einschlugen, oder Aufnahmen von lasergelenkten Bomben und Raketen. Hingegen wurden Bilder von zerstörten Häusern und Landschaften ebenso wenig transportiert wie die Darstellungen von Gewalt oder Bilder von Toten. „Der Krieg sah auf dem Fernsehbildschirm plötzlich aus wie ein Computerspiel. Das Leiden und Sterben der Zivilisten blieb hinter der medialen Inszenierung unsichtbar“, schreibt die Bundeszentrale für politische Bildung in ihrem Dossier über die Geschichte der Kriegspropaganda 2011.
Bei der Begründung des Irakkrieges wurde in den USA von den dortigen amerikanischen Massenmedien die Lesart der US-Regierung weitgehend übernommen und es wurden kaum anderslautende Erklärungszusammenhänge veröffentlicht. Nach Ansicht einiger Beobachter erreichten die US-amerikanischen Massenmedien durch ständige Wiederholung von nachgewiesenermaßen falschen Behauptungen, den Irak als Bedrohung für das US-amerikanische Volk erscheinen zu lassen und in der US-amerikanischen Bevölkerung ein Klima der Angst (Massenhysterie) zu erzeugen, so dass schließlich eine überwältigende Mehrheit der US-Bürger einen Angriffskrieg gegen den Irak befürwortete. The New York Times resümierte am 18. Juli 2004, dass die gesamte amerikanische Presse gegenüber den Kriegsbegründungen der US-Regierung nicht skeptisch genug gewesen sei.
Musiker, die sich kritisch zum Krieg äußerten, wurden von einigen amerikanischen Radiostationen nicht mehr gespielt. Zum Beispiel die Dixie Chicks, deren Sängerin Natalie Maines sagte, sie „schäme sich“, aus demselben Staat (Texas) wie Bush zu stammen.
Die Nachrichtenagentur Al Jazeera hatte Bilder von toten irakischen Zivilisten und gefangenen amerikanischen Soldaten gezeigt. Im Irakkrieg wurde ein Hotel in Basra, in dem sich die Mitarbeiter von Al-Jazeera aufhielten, von einer Artilleriestellung der Alliierten beschossen, vier Granaten trafen das Hotel. Bei der Einnahme Bagdads wurde das Al-Jazeera-Büro von US-Streitkräften beschossen. Ein Korrespondent starb, ein Kameramann wurde verwundet.
Bei der Einnahme Bagdads wurde das Palestine Hotel von einem Panzer beschossen. In dem Hotel hielten sich zahlreiche ausländische Journalisten auf. Zwei Menschen kamen dabei um, mehrere wurden verletzt. US-General Buford Blount sagte, der Panzer sei vom Hotel aus beschossen worden. Mehrere anwesende Reporter berichteten dagegen, es habe vom Hotel aus keine Schüsse auf den Panzer gegeben.

## Verluste
Die Zahlenangaben der Opfer des Irakkrieges und der anschließenden Zeit der Besetzung schwanken je nach Quelle zwischen weniger als 100.000 und mehr als 1.000.000 Menschen. Der Politikwissenschaftler Stephan Bierling, der die vorliegenden Zahlen vom Beginn der Invasion bis 2008 abgeglichen hat, erachtet eine Angabe von 151.000 Toten bis Anfang 2008, die Zivilisten und Angehörige der Sicherheitskräfte aller Seiten umfasst, als realistisch. Andere Schätzungen sind deutlich weniger optimistisch und verweisen auf die Schwierigkeiten realistische Daten zu erheben.

### Getötete Zivilisten

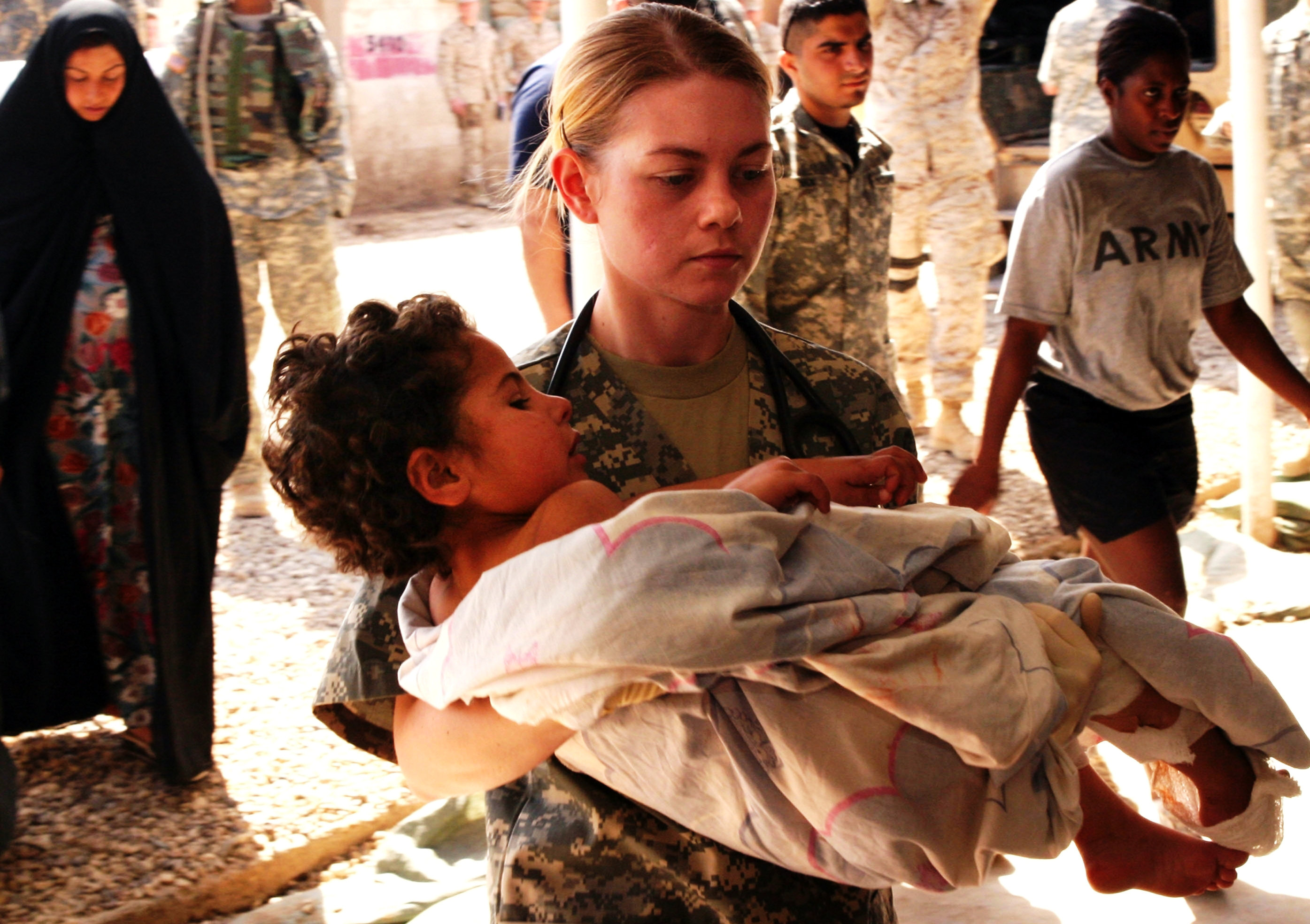
Eine US-Soldatin trägt ein verwundetes Kind in ein Lazarett

Wie viele Iraker starben, ist bis heute umstritten. Schätzungen reichen von 100.000 Toten bis hin zu mehr als einer Million Opfer zwischen 2003 und dem Abzug der US-Kampftruppen 2011. Die US-Studie „Der Irak-Krieg 2003 und vermeidbare menschliche Opfer“ geht in einer niedrigen Schätzung davon aus, dass der Irakkrieg etwa eine halbe Million Menschen das Leben gekostet hat. Der Untersuchung zufolge können die meisten Toten auf direkte Gewalteinwirkung wie Schüsse und Bombenangriffe zurückgeführt werden. Ein Drittel der Opfer verstarb an indirekten Folgen, wie dem Zusammenbruch der Infrastruktur für Trinkwasser, Ernährung, Verkehr und Gesundheit.
- Iraqbodycount zählt auf Grundlage von mindestens zwei übereinstimmenden Berichten aus unterschiedlichen Medienorganen bis Ende 2011 mindestens 108.000 getötete Zivilisten. Die Seite gibt an, dass ihre Zahlen vermutlich unter den tatsächlichen Opferzahlen liegen. Da sie sich auf die Meldungen von seriösen Nachrichtenorganisationen verlässt und unabhängige Journalisten vermutlich Abstand von den besonders schwer umkämpften Gebieten halten, würden viele Todesopfer nicht von den Medien erfasst.[39]

- Eine Studie der Johns Hopkins University vergleicht die Sterblichkeit im Irak von 14,6 Monaten vor dem Invasionsbeginn im März 2003 mit den folgenden 17,8 Monaten. Sie kommt auf bis zu 100.000 (ohne Falludscha) zusätzliche Gestorbene.[40]

- Eine auf der Studie der angesehenen medizinischen Fachzeitschrift The Lancet beruhende Untersuchung des Genfer Hochschulinstituts für internationale Studien vom 12. Juli 2005 geht in dem Zeitraum von Januar bis Dezember 2003 von 39.000 durch direkte Gewalteinwirkung getöteten Zivilisten aus. Der öffentliche Iraqi Body Count geht von 22 787 bis 25 814 getöteten irakischen Zivilisten aus. Grundlage sind hier mindestens zwei übereinstimmende Berichte, die in unterschiedlichen Medienorganen erschienen.[41]
- Für April 2006 gibt die BBC allein für Bagdad die Zahl von 1.091 getöteten Zivilisten an.[42] Dies entspricht etwa 36 Toten pro Tag.
- Eine im Oktober 2006 von The Lancet veröffentlichte und von der Johns-Hopkins-Universität in Baltimore durchgeführte Studie geht von 392.979 bis 942.636 zusätzlichen Todesfällen im Irak durch Kriegsfolgen aus, was bei einem Mittelwert von 654.965 Toten rund 2,5 Prozent der Bevölkerung entspricht. Erneut wird wie bei den vorherigen Studien darauf hingewiesen, dass die Ergebnisse der statistischen Methode ungenau seien.[43] Die von Kriegsgegnern viel zitierte Studie geriet in die Kritik, weil die Autoren die Arbeit der irakischen Mitarbeiter nicht kontrolliert und trotz Aufforderung ihr Datenmaterial keiner Überprüfung zugänglich gemacht hätten.[44] Anfang 2009 wurde der für die Durchführung der Studie verantwortliche Gilbert M. Burnham deswegen von der Johns-Hopkins-Universität gemaßregelt.[45][46]
- Laut Iraq Coalition Casualty Count wurden 50.152 Zivilisten zwischen März 2005 und Juli 2011 getötet.[47]
- Laut ORB (Opinion Research Business) sind von März 2003 bis August 2007 zwischen 946.000 und 1.120.000 Iraker ums Leben gekommen (Stand Januar 2008).[48] Die Ermittlungsmethode des Unternehmens ist umstritten.[49]
- Gemäß internen Dokumenten des US-Verteidigungsministeriums (siehe Iraq War Logs), die am 22. Oktober 2010 über die Internetplattform WikiLeaks veröffentlicht wurden, waren im Zeitraum 2004 bis 2009 unter den 109.000 Opfern 66.081 Zivilisten.[50]
- Von 2003 bis 2010 wurden 230 Medienmitarbeiter ermordet,[51] darunter 172 Journalisten, fast 90 Prozent davon irakischer Herkunft.[52]

Beim Einmarsch der USA in Bagdad am 8. April 2003 ereignete sich ein umstrittener Zwischenfall. Um 11:45 Uhr feuerte ein Abrams-Panzer des 4. Bataillons der 2. Brigade der 3. Division eine Granate in eine höhere Etage des Hotel Meridien Palestine. Der Kameramann José Couso und sein ukrainischer Kollege Taras Protsyuk erlagen wenig später den Verletzungen, die der Einschlag ausgelöst hatte. In der darauf folgenden Kontroverse beschuldigte der Deutsche Journalisten-Verband die Panzerbesatzung des Mordes. Demgegenüber ergab eine Untersuchung des Central Command, dass alle im Hotel arbeitenden Journalisten mangelnde Sorgfalt walten ließen. Sie seien mehrfach vor dem Einsatz in einer so großen Nähe zur Front gewarnt worden. Im Zusammenspiel mit ungenauem Kartenmaterial und der mangelnden Ortskenntnis der Soldaten habe sich ein bedauerlicher Zwischenfall ergeben, als durch irakischen Artilleriebeschuss die Panzer am Überqueren der Jumhuriya-Brücke über den Tigris gehindert worden seien. Eine Spiegelung vom Hotelgebäude aus habe der Panzerbesatzung nahegelegt, dass sich ein Späher dort aufhielt, der den Artilleriebeschuss offensichtlich dirigiert habe.

### Getötete und verletzte Soldaten

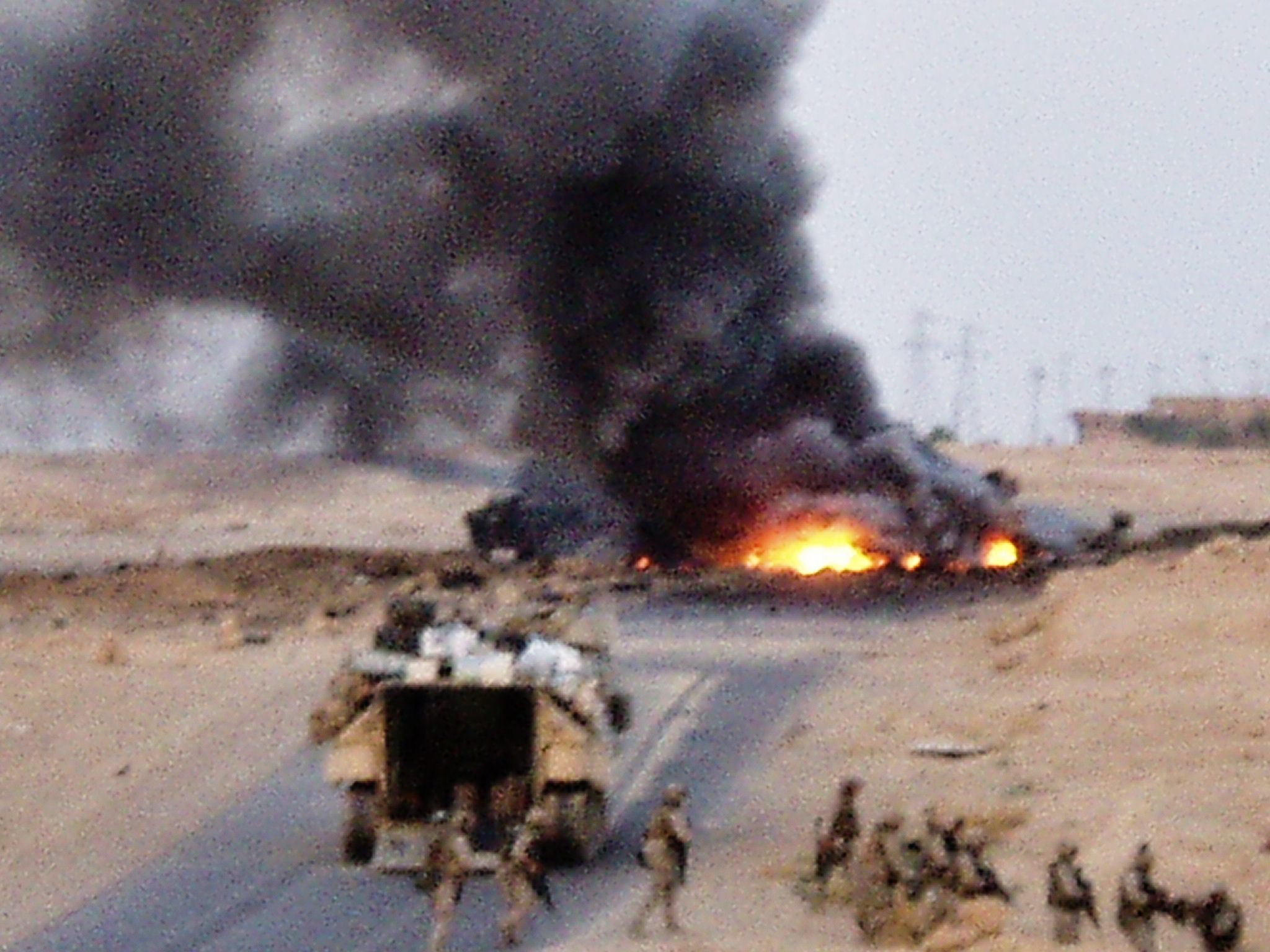
Bei diesem Sprengstoffanschlag auf ein gepanzertes US-Fahrzeug bei Haditha starben 14 US-Marines der 2nd Marine Expeditionary Force

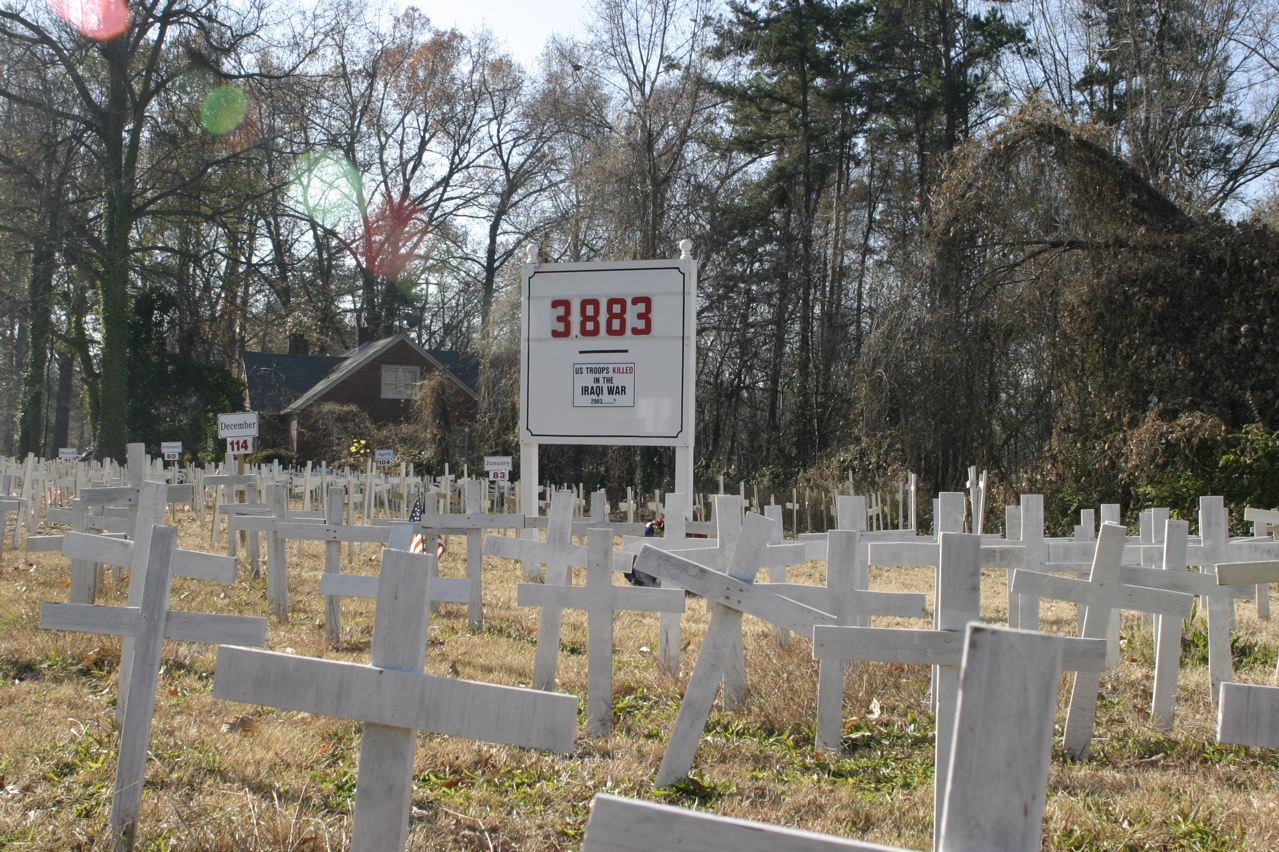
Eine örtliche Gedenkstätte in North Carolina zählt gefallene US-Soldaten; Dezember 2007.

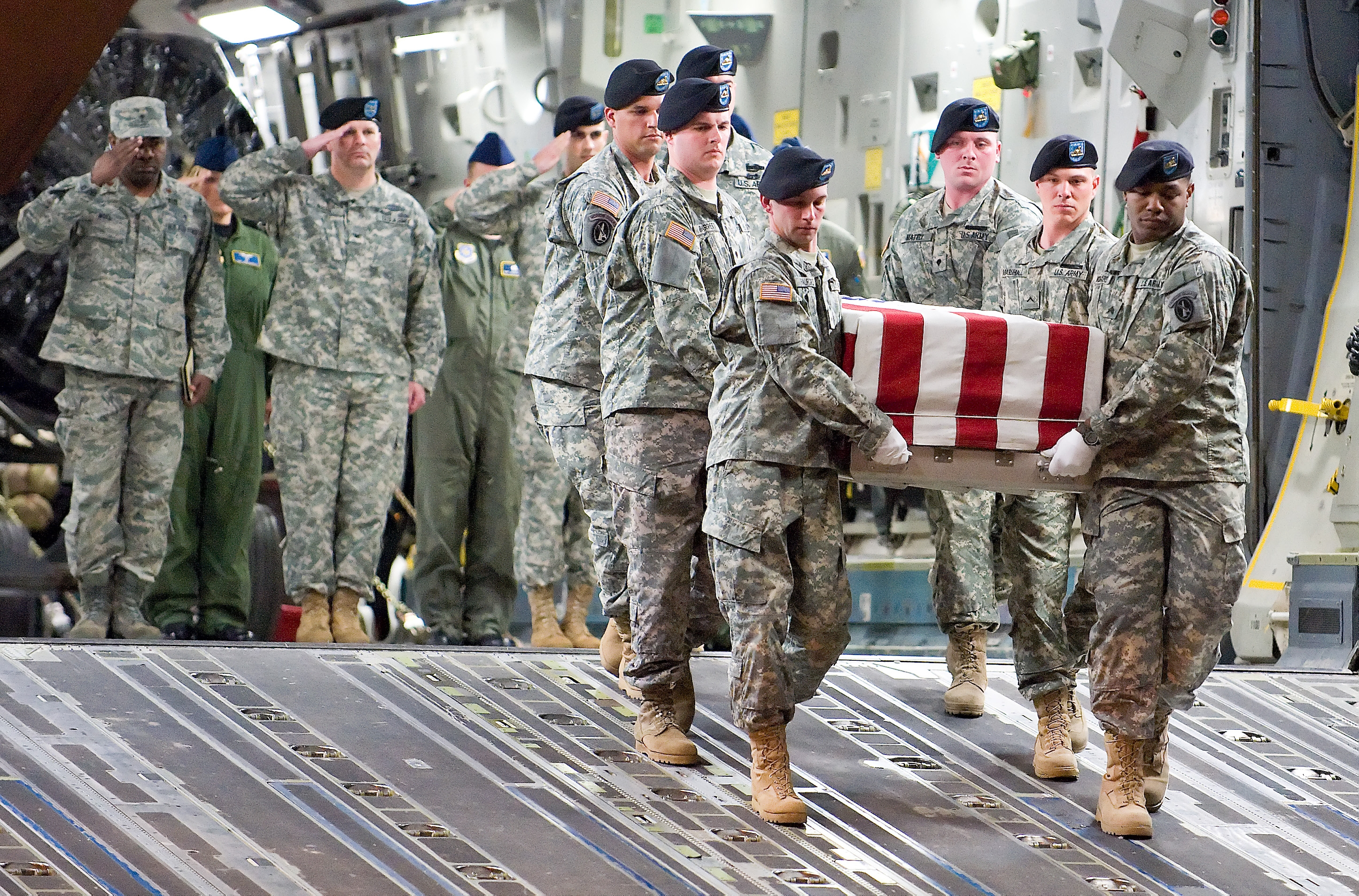
Rückführung von Army Specialist Israel Candelaria Mejias, 2009

Bis zum erklärten Ende größerer Kampfhandlungen am 1. Mai 2003
- Alliierte: 171 Soldaten, davon
  - 138 US-Amerikaner
  - 33 Briten
- Irak (US-amerikanische Schätzung)
  - mindestens 2.300 Soldaten

Insgesamt ab Kriegsbeginn (Stand vom 29. Februar 2012)
- 4.804 Soldaten, davon:
  - 4.486 US-Soldaten
  - 179 britische Soldaten
  - 139 Soldaten anderer Nationen
- 10.125 getötete irakische Soldaten und Polizeikräfte (Stand vom 31. Juli 2011)
- 468 getötete Angehörige von privaten Sicherheits- und Militärunternehmen wie Blackwater Worldwide (Stand vom 30. November 2011)[54]
- 32.200 verwundete US-amerikanische Soldaten ab Beginn des Krieges (Daten vom 30. September 2011)[55]

Während die offiziellen Zahlen nur die sofortigen Opfer ausweisen, nennt der Veteranenverband der US-Streitkräfte 17.847 Tote unter den eingesetzten Golfkriegsveteranen im Zeitraum August 1990 bis März 2007.

### Kriegsgefangene
- Irak: über 7.000 irakische Soldaten und ausländische Kämpfer (größtenteils aus anderen arabischen Ländern) wurden während der ersten Kriegswochen in mehreren provisorischen Lagern sowie im britischen Hauptgefangenenlager in Umm Qasr (später Camp Bucca) gefangen gehalten. Das Internationale Komitee vom Roten Kreuz (IKRK) begann seine Gefangenenbesuche dort am 31. März 2003. Viele blieben noch Monate, teilweise Jahre später gefangen.
- USA: Sieben Soldaten wurden in einem Bauernhof nördlich von Bagdad gefangen gehalten und beim Vordringen der US-Armee wieder freigelassen. Das IKRK bemühte sich um Zugang, der aber wegen der sich überstürzenden Ereignisse nicht mehr gewährt wurde. Über Misshandlungen ist nichts bekannt.

### Missbildungen durch Uranmunition
Die Koalition der Willigen verschoss im Laufe des Krieges 1000 bis 2000 Tonnen panzerbrechende Uranmunition. Die gesundheitlichen Auswirkungen von Uranmunition sind umstritten. 2003 wurde an Orten früherer Panzerschlachten teils ein zwanzigfach erhöhter radioaktiver Wert gemessen. Ein Jahrzehnt später ergaben Messungen in Basra eine Grundstrahlung zwischen acht und elf Mikro-Rem, das gilt als gesundheitlich unbedenklich. Allerdings ist die radioaktive Belastung alter Panzerwracks stellenweise 180 Mal höher als die natürliche Strahlenbelastung. In Krankenhäusern steigt die Anzahl von Leukämien und anderen Krebsarten teilweise um mehr als das Zehnfache. Auch Missbildungen bei Kindern nehmen drastisch zu.
Laut der Internationalen Atomenergie-Organisation gibt es keinen wissenschaftlich beweisbaren Zusammenhang zwischen Uranmunition und erhöhten Krebsraten oder anderen gesundheitlichen Schäden.

### Kulturgüter
Im Gefolge der amerikanischen Eroberung Bagdads wurden zahlreiche Kulturgüter der Stadt und des ganzen Landes mit seiner reichen Geschichte zerstört. Die Nationalbibliothek wurde durch einen Brand völlig zerstört und das schlecht gesicherte Nationalmuseum geplündert (Kunstraub). Inventardatenbanken des Nationalmuseums wurden in Brand gesteckt, womit unter anderem Belege über die Herkunft der geraubten Objekte zerstört sind. Dabei sind erstrangige Zeugnisse der jahrtausendealten Geschichte der Kulturen im Zweistromland verloren gegangen oder beschädigt worden. Vieles verschwand im illegalen Kunsthandel. Amerikanische Experten und die UNESCO hatten im Vorfeld des Krieges auf die Gefährdung der großartigen Kulturgüter im Land aufmerksam gemacht, doch fanden ihre Vorstöße kaum Gehör und die Invasionstruppen versäumten die unverzügliche Sicherung der Kulturinstitute. Nach der Eroberung Bagdads stationierten alliierte Truppen schwere Fahrzeuge unter anderem in antiken Ruinenfeldern und beschädigten mit dem Schwerverkehr die baulichen Strukturen.
Ein Teil der zunächst vermissten und der geplünderten Kulturgüter kam nach dem Krieg wieder zum Vorschein. Die amerikanischen Behörden haben nach eigenen Angaben viele aus dem Nationalmuseum in Bagdad stammende Manuskripte und Kunstgegenstände sichergestellt. Andere Objekte waren von den irakischen Behörden in Kellern des Nationalmuseums verborgen oder in andere Gebäude ausgelagert worden (teilweise schon beim zweiten Golfkrieg) und überdauerten die Wirren.
Mit dem Zusammenbruch der früheren Staatsverwaltung zerfielen die Aufsichts- und Schutzorganisationen über die regionalen Bodendenkmäler und Museen. Seither zerstörten organisierte illegale Raubgrabungen großflächig einige der bekannten Ruinenstätten und entwendeten wertvolles Fundmaterial, um es dem illegalen Handel zuzuführen. Auch durch die Kriegshandlungen selbst wurden einzelne Fundstätten verwüstet oder stark in Mitleidenschaft gezogen (siehe auch Nimrud).
Unter dem Dach der UNESCO nahm im Mai 2004 ein Internationales Koordinationskomitee zur Sicherung des Kulturerbes des Iraks seine Tätigkeit auf. Das University of Pennsylvania Museum koordiniert mit anderen Institutionen die Dokumentation über den Verlust irakischen Kulturguts: „The looting of the Iraq National Museum and other art and archaeology museums in Iraq is a tragedy of vast proportions to the Iraqi people, and to all those who care about understanding our shared human heritage.“ Mit den Plünderungen im Irak befasst sich auch die International Foundation for Art Research.

## Völkerrechtliche Einschätzungen und Kriegsverbrechen

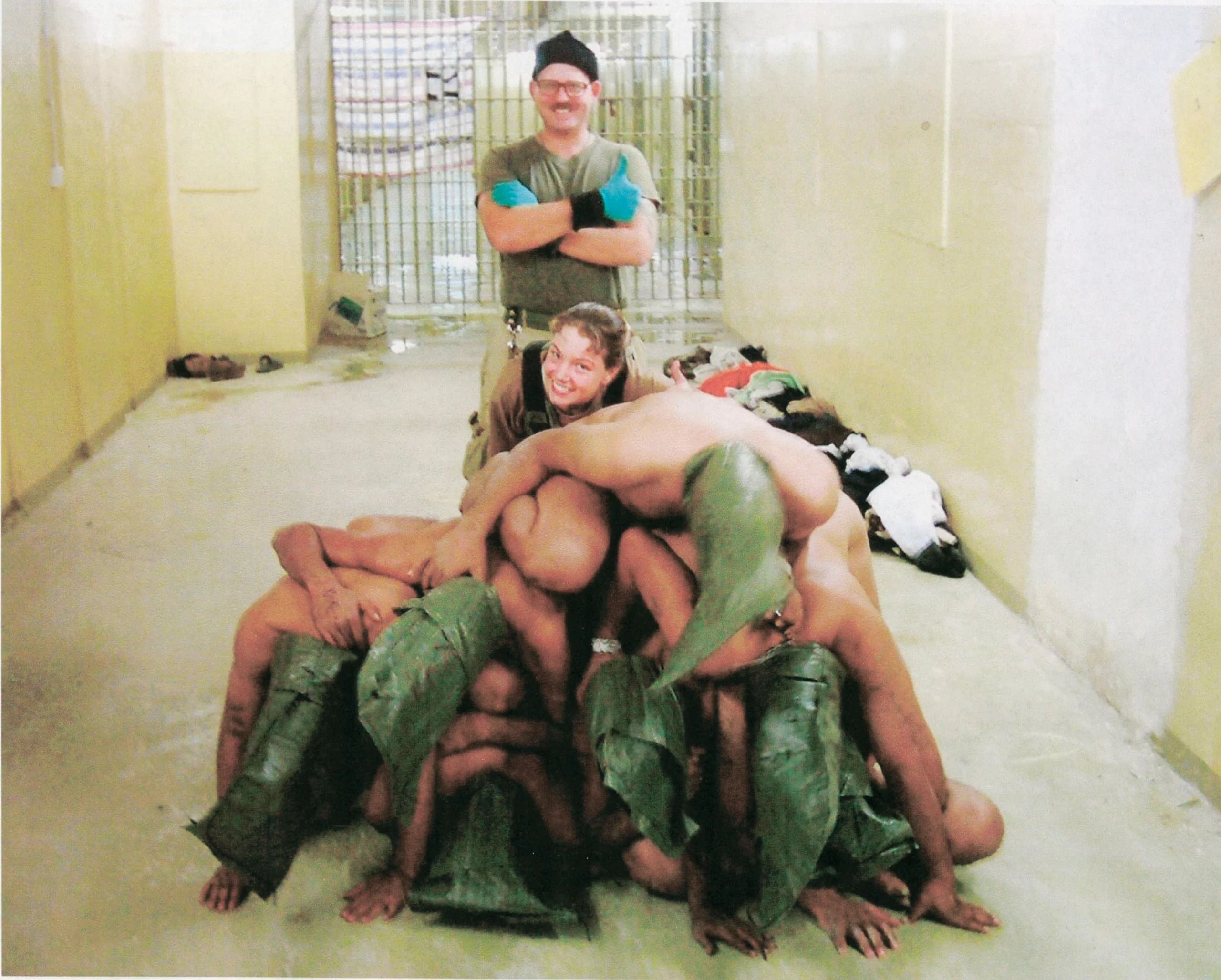
Abu-Ghuraib-Folterskandal: Charles Graner und Sabrina Harman posieren mit nackten, zu einer Pyramide gehäuften Gefangenen

Der Irakkrieg gilt bei den meisten Völkerrechtlern und Historikern wegen der Bestimmungen der UN-Charta und dem fehlenden UN-Mandat als völkerrechtswidriger, illegaler Angriffskrieg.
Akteure aller Seiten verübten im Kriegsverlauf und während der folgenden Besetzung des Irak Kriegsverbrechen an Soldaten und Zivilisten.
Es kamen gezielte Tötungen von Denunzianten vor.
Gemäß einer Recherche des WDR kam es zum Einsatz von Mark-77-Bomben, einer Weiterentwicklung von Napalm-Bomben mit ähnlicher Wirkung.
Beim Abu-Ghuraib-Folterskandal folterten und demütigten US-amerikanische Geheimdienstmitarbeiter, Soldaten und Mitarbeiter privater Sicherheitsfirmen irakische Gefangene im Abu-Ghuraib-Gefängnis bei Bagdad. Die bekannt gewordenen Fotografien der Täter lösten heftige Reaktionen in der arabischen und westlichen Welt aus (siehe auch: Veröffentlichung des Kriegstagebuchs des Irak-Krieges durch WikiLeaks).
Beim Massaker von Haditha im November 2005 ermordeten US-Soldaten im Zuge einer Vergeltungsaktion 24 irakische Zivilisten, darunter auch Kinder.
Im März 2006 wurde beim Massaker von Mahmudiyya das 14-jährige irakische Mädchen Abeer Qassim al-Janab von fünf US-Soldaten vergewaltigt, zusammen mit allen anwesenden Familienangehörigen erschossen, und anschließend mit Benzin übergossen und angezündet.
Söldner diverser Sicherheitsunternehmen waren für viele Eskalationen verantwortlich mit unkalkulierbaren Gefährdungen für Zivilisten und Militärangehörige. Bei einem einzelnen solchen Vorkommnis am 16. September 2007 waren Angehörige der Firma Blackwater verantwortlich für den Tod von 17 Zivilisten.

## Kosten

### USA
- 79 Milliarden US-Dollar für den Krieg und seine Folgen, davon 62,6 Milliarden US-Dollar reine Kriegskosten
- Die Kosten für die US-Steuerzahler wurden per 24. Februar 2008 auf 497,2 Milliarden US-Dollar geschätzt,[69] per 24. Juli 2008 auf 616 Milliarden US-Dollar,[70] bis Ende 2009 auf offiziell 700 Milliarden US-Dollar, wobei die Gesamtkosten „weit höher“ liegen sollen.[71]
- Laut Joseph Stiglitz beliefen sich die „wahren Kosten“ bis Ende Februar 2008 bereits auf etwa 3 Billionen Dollar.[72]

### Großbritannien
- 3 Milliarden Pfund = 3,7 Milliarden Euro

Nach einer BBC-Recherche fanden im Umfeld der Kriegsaktivitäten in großem Umfang Misswirtschaft und betrügerische Aktivitäten statt, durch die nach Schätzungen der BBC bis zu 23 Milliarden US-Dollar in dunklen Kanälen verschwanden.

## Waffen
- 15.000 Präzisionsbomben, 8.000 ungesteuerte Sprengkörper und 800 Marschflugkörper wurden bei 30.000 Einsätzen eingesetzt.

## Internationale Reaktionen

### Opposition in Europa

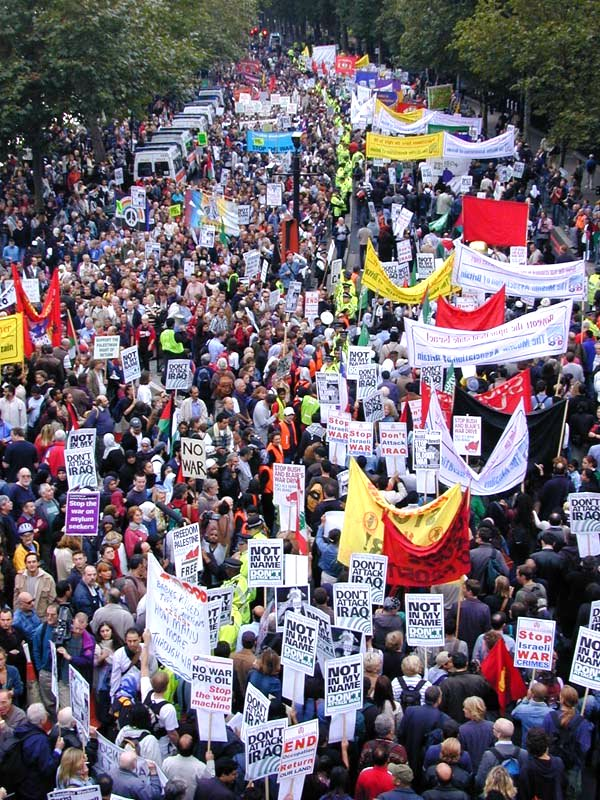
Kriegsgegner in London, 2002

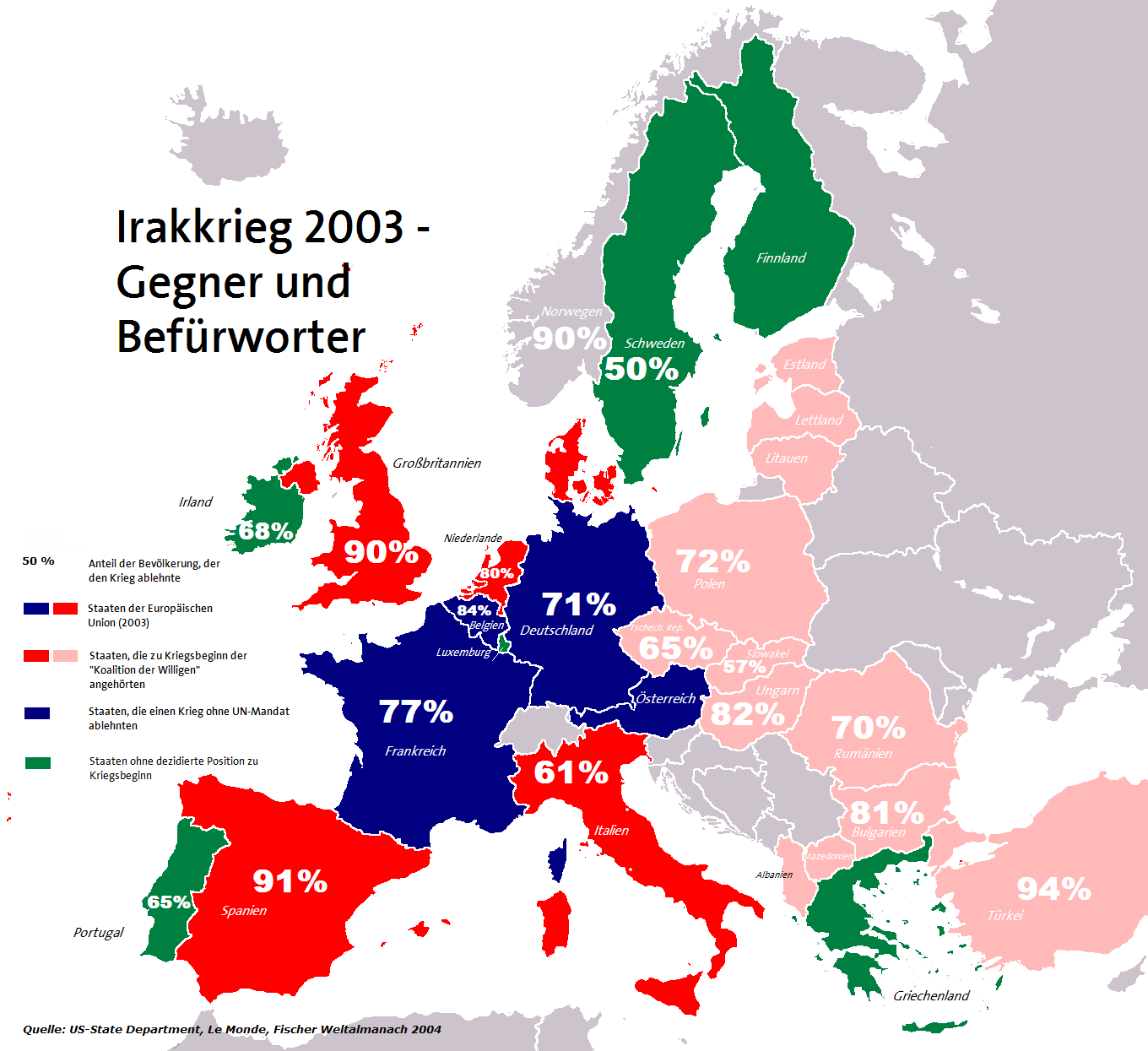
Keine gemeinsame Position der EU zum Irakkrieg 2003

Im Vorfeld teilte sich die Staatengemeinschaft in Unterstützer und Gegner dieses Krieges. Zu letzteren gehörten auch enge Verbündete der USA wie Deutschland, Frankreich, Belgien sowie neutrale Staaten wie Österreich. Sie kritisierten vor allem:
- fehlende völkerrechtliche Legitimation,
- fehlende Nachweise für eine Bedrohung durch den Irak,
- nicht ausgeschöpfte Kontrollen der UN-Waffeninspekteure,
- mögliche Kriegsfolgen wie die Stärkung des islamischen Fundamentalismus und so auch des Terrorismus,
- Destabilisierung des Nahen und Mittleren Ostens,
- Schwächung der Erfolgsaussichten im Krieg in Afghanistan,
- künftige Präventivkriege von atomar bewaffneten Staaten wie Nordkorea,
- hohe finanzielle Folgekosten der Besetzung und des Wiederaufbaus.

Dabei konnten sie sich auf eine breite Ablehnung des Irakkriegs in der Bevölkerung stützen. So entstand bis Februar 2003 erstmals noch vor Beginn eines Krieges eine internationale Antikriegsbewegung. Am 15. Februar 2003 demonstrierten weltweit rund neun Millionen Menschen in der größten Friedensdemonstration der Geschichte, die u. a. über das Europäische Sozialforum initiiert und koordiniert wurde. Die Proteste setzten sich fort. Europaweit folgten insgesamt mehr als 70 Gewerkschaftsorganisationen in 38 Ländern dem Aufruf des Europäischen Gewerkschaftsbundes (EGB), am 14. März ein „Zeichen für den Frieden“ zu setzen.

### Opposition in Russland
Am Angriffstag auf Irak brachte Russlands Präsident Wladimir Putin seine Besorgnis zum Ausdruck, indem er die Militäraktion der USA als ein völkerrechtswidriges Vorgehen bezeichnete. Eine Intervention von außen, die zum Ziel hat, ein politisches Regime mit Gewalt zu stürzen, sei inakzeptabel. Ein solches Recht stünde in diesem Fall den Bürgern des Iraks zu.

### Opposition in den USA
Nach dem Beginn des Irakkrieges wurden sehr viele Anti-Kriegs- und Anti-Bush-Filme gedreht. Der bekannteste dieser Filme ist Fahrenheit 9/11 von Michael Moore, der weltweit Beachtung fand. Am Film wird kritisiert, dass der Regisseur Informationen aus dem Zusammenhang gerissen darstellt.
Im Rahmen seiner Rede zur Oscarverleihung für den Film Bowling for Columbine (2002) kritisierte Moore mit den Worten „Shame on you Mr. Bush!“ die Irakpolitik von George W. Bush, wofür er einige Buhrufe aus dem Publikum erhielt.
Ein weiterer einschlägiger Dokumentarfilm ist Why We Fight von Eugene Jarecki.

### Deutschland
Nach einer Forsa-Umfrage sprachen sich im November 2002 80 % der befragten Deutschen gegen jede deutsche Beteiligung am Irakkrieg aus. Das Nein von Bundeskanzler Gerhard Schröder im Bundestagswahlkampf war einer der Gründe für den Wahlerfolg der Rot/Grünen Koalition bei der Bundestagswahl 2002.
Die Bundeswehr setzte nach bisherigen Informationen während des Krieges keine Soldaten im Irak und in Kommandostellen der Koalitionstruppen ein. Deutschland unterstützte deren Offensive aber mit Überflugrechten, Transporten und Schutz von US-Militärbasen auf deutschem Boden, die für den Krieg genutzt wurden. Für die Bewachung von US-Kasernen wurden 7000 Bundeswehrsoldaten bereitgestellt. Deutsche Besatzungsmitglieder flogen weiterhin an Bord der AWACS-Aufklärungsflugzeuge der NATO mit, die dazu dienten, den irakischen Luftraum von der Türkei aus zu erkunden.
Das deutsche ABC-Abwehr-Bataillon, das von Februar 2002 bis zum Juni 2003 im Camp Doha (Kuwait) stationiert war, unterstand als Teil der multinationalen Combined Joint Task Force dem US-amerikanischen Kommando Marine Corps Forces Central Command (MARCENT) und somit wie dieses dem US-Oberbefehl (CENTCOM). Diese Bundeswehreinheit wurde am 21. März 2003 mit etwa 110 Soldaten personell verstärkt und wuchs bis Mitte April 2003 auf etwa 210 Soldaten. Der Verband war darauf eingestellt, im gesamten Verantwortungsbereich der „Area of Responsibility“ (AOR) von CENTCOM eingesetzt zu werden. Es wurden gemeinsame Ausbildungen und Übungen im Aufmarschgebiet unter US-amerikanischem Kommando vor Ort durchgeführt. Aus Camp Doha heraus steuerte die Operationszentrale Coalition Forces Land Component Command (CFLCC) die Bodenoffensive der Koalitionstruppen. Daher wurde Camp Doha insgesamt 26 Mal mit taktischen Waffen der irakischen Armee (u. a. mit Al-Samoud-2-Raketen) aus dem Raum Basra heraus angegriffen (13 Einschläge). Die US-Streitkräfte hatten dies erwartet und eben deshalb dort jenen multinationalen ABC-Abwehrgroßverband aufgestellt.
Das Bundesverwaltungsgericht (BVerwG) entschied 2005: Gegen den Irakkrieg „bestanden und bestehen gravierende rechtliche Bedenken im Hinblick auf das Gewaltverbot der UN-Charta und das sonstige geltende Völkerrecht.“ Gleiches gelte für die deutschen „Unterstützungsleistungen“. So urteilte das BVerwG, „eine Beihilfe zu einem völkerrechtlichen Delikt ist selbst ein völkerrechtliches Delikt“. Das BVerwG geht in seiner Urteilsbegründung sogar weiter und spricht davon, dass der „neutrale Staat“ völkerrechtlich gehalten sei, „jede Verletzung seiner Neutralität, wenn nötig mit Gewalt, zurückzuweisen“. Das Bundesverfassungsgericht (BVerfG) urteilte 2008, dass die damalige Bundesregierung das Beteiligungsrecht des Bundestags verletzt hat, als sie ohne Zustimmung des Parlaments deutsche Soldaten zur NATO-Luftüberwachung in der Türkei einsetzte. Zuvor hatte das BVerfG einen Antrag der FDP-Fraktion abgelehnt, in dem diese eben jenen Parlamentsbeschluss einfordern wollte.
Im Januar 2006 wurde berichtet, dass zwei deutsche Agenten des Bundesnachrichtendienstes (BND) während des Irakkrieges 2003 in Bagdad geblieben waren und dort ihr Wissen mit dem US-amerikanischen Militärgeheimdienst DIA geteilt hatten. Ein BND-Agent soll dafür einen US-amerikanischen Militärorden erhalten haben. Der BND bestätigte die Anwesenheit von zwei Agenten. Es habe sich um eine Operation im Rahmen des gesetzlichen Auftrags gehandelt.
Die deutsche Tätigkeit soll im Ausspähen eines Bombenzieles bestanden haben; die dort beobachteten Luxusfahrzeuge seien als Beweis für die Anwesenheit von Saddam Hussein gewertet worden. Beim Bombardement des Gebäudekomplexes wurden mehrere Zivilisten getötet; Hussein wurde nicht getroffen. Der BND dementiert die Ausspähung im Vorfeld und gibt an, die betreffenden Agenten seien erst nach erfolgter Bombardierung zum Ziel gefahren.

### Sonstiges
Donald Rumsfeld gab im Januar 2005 in einem Interview mit CNN an, US-Präsident Bush zweimal seinen Rücktritt angeboten zu haben, was dieser aber abgelehnt habe. Nach der Niederlage der Republikaner bei den Kongresswahlen 2006 verkündete Bush am 8. November 2006 Rumsfelds Rücktritt als Verteidigungsminister.
Im November 2008 äußerte Thomas Bingham (1933–2010), ein kurz zuvor pensionierter hoher britischer Richter, der Irakkrieg sei ein Verstoß gegen das Völkerrecht gewesen; er kritisierte die Position des damaligen Attorney General Lord Goldsmith scharf.
Im Oktober 2015 gab der ehemalige britische Premierminister Tony Blair erstmals Fehler im Irakkrieg zu. Waffenarsenale waren „in der Form“ nicht existent, auch hatten wir „ganz sicher Fehler in unseren Vorstellungen davon, was passieren wird, wenn das Regime einmal gestürzt ist“. Blair räumte auch ein, dass der Dritte Golfkrieg Al-Qaida im Irak und auch dem IS zum Aufstieg verholfen hat.
Der Abschlussbericht der 2009 vom britischen Unterhaus beauftragten Chilcot-Kommission vom 6. Juli 2016 kritisiert Tony Blairs Entscheidung für die Beteiligung Großbritanniens am Irakkrieg als voreilig, weder von den Fakten noch rechtlich von der UN-Resolution 1441 gedeckt. Er habe sich dabei auf von seinem Berater Alastair Campbell manipulierte Geheimdienstinformationen gestützt und die Bedrohung britischer Bürger durch irakische Massenvernichtungswaffen stark übertrieben.

## Dokumentationen
- Das kurze Leben des José Antonio Gutierrez, Deutschland/Schweiz 2006, 90 min., Regie: Heidi Specogna.
- Only the Dead (Nur die Toten), Irak, 77 min., 2015, Regie: Michael Ware